# Lijst van beelden in Groningen (gemeente)

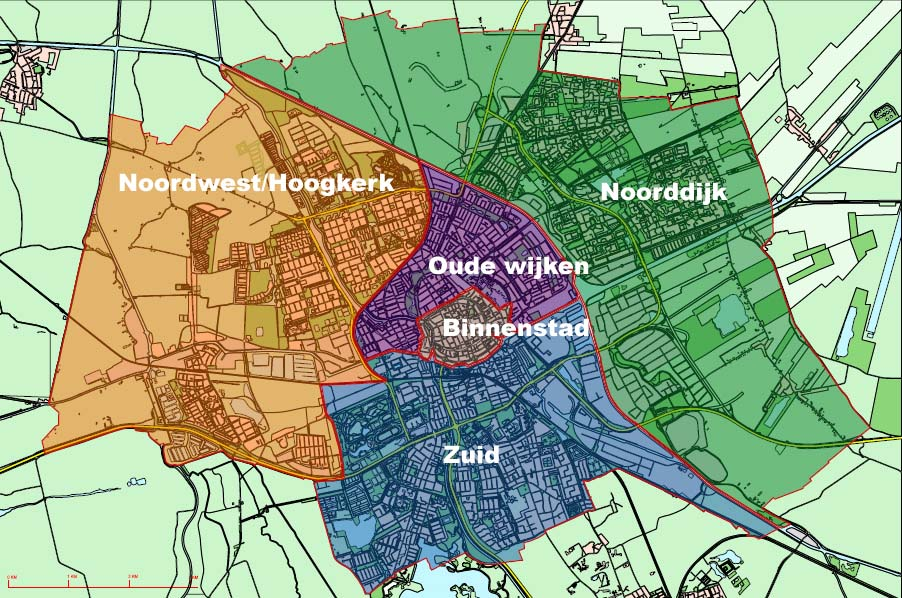
Indeling in stadsdelen

De lijst van beelden in de gemeente Groningen is opgesplitst in de verschillende stadsdelen:
- Lijst van beelden in Groningen-Binnenstad
- Lijst van beelden in Groningen-Noorddijk
- Lijst van beelden in Groningen-Noordwest/Hoogkerk
- Lijst van beelden in Groningen-Oude wijken
- Lijst van beelden in Groningen-Zuid

In 2019 werden  de voormalige gemeenten Haren (inclusief de kernen Glimmen, Noordlaren en Onnen) en Ten Boer (met o.a. de kernen Garmerwolde en Thesinge) aan de gemeente Groningen toegevoegd.
- Lijst van beelden in Haren (voormalige gemeente)
- Lijst van beelden in Ten Boer (voormalige gemeente)